# Trémelle mésentérique
Tremella mesenterica
Espèce
Tremella mesenterica, la Trémelle mésentérique, est une espèce de champignons  (Fungi) basidiomycètes de la famille des Tremellaceae. Très courante et cosmopolite elle ressemble à un petit cerveau jaune brillant et vit sur les bois de feuillus en se nourrissant d'autres champignons.

## Dénominations
Le nom correct de ce taxon est Tremella mesenterica (Schaeff.) Pers.. L'espèce a été initialement classée dans le genre Helvella sous le basionyme Helvella mesenterica Schaeff..

### Synonymie
Tremella mesenterica a pour synonymes :
- Helvella mesenterica Schaeff., (1774)
- Tremella brasiliensis (Möller) Lloyd, (1922)
- Tremella lutescens Pers., (1798)
- Tremella lutescens var. alba Berk., (1872)
- Tremella lutescens var. brasiliensis Möller, (1895)
- Tremella mesenterica f. crystallina Ew. Gerhardt, (1997)
- Tremella mesenterica var. disciformis Fr., (1822)
- Tremella mesenterica var. lutescens (Pers.) Pers., (1822)
- Tremella mesenteriformis var. lutea Bull., (1791)

### Étymologie
Tremella vient du latin tremere, « trembler », et du suffixe -ella, « petit », en référence au comportement de la chair gélatineuse, tremblotante, qui se déchire difficilement. L'épithète spécifique mesenterica vient du latin meso, « milieu » et du grec enteron, « intestin », et fait allusion à sa forme ressemblant au mésentère.

### Noms français
Le champignon porte le nom vulgarisé et normalisé « Trémelle mésentérique » et le nom vernaculaire de « Beurre de sorcière ».

## Description
La Trémelle mésentérique est un champignon d’un beau jaune d’or, plus brillant que mat, à orangé devenant orangé foncé avec l’âge qui ressemble à un petit cerveau gélatineux et cartilagineux translucide fait de plis et de lobes élastique, lisses et fermes, devenant en vieillissant plus irréguliers et à la chair plus coriace. Cette petite masse mesure entre 20 et 40 mm de large pour 20 et 50 mm de long, exceptionnellement jusqu'à 100 mm. Sa chair tendre est inodore et insipide,
L'espèce produit des spores transparentes, ovoïdes et lisses mesurant de 10 à 16 µm de long pour 7 à 8 µm de large par des basides typiques de la famille des Trémellacées que sont les hypobasides, ici ovales-clavées munies de 4 épis et septées longitudinalement. Particularité de cette espèce, avant que les basides ne soient mûres, elle produit aussi des conidies transparentes arrondies, lisses mesurant de 3 à 4,5 µm de long pour 2,5 à 3,5 µm.
L'espèce présente des formes jaune pâle sans stade conidien parfois nommées Tremella lutescens,.

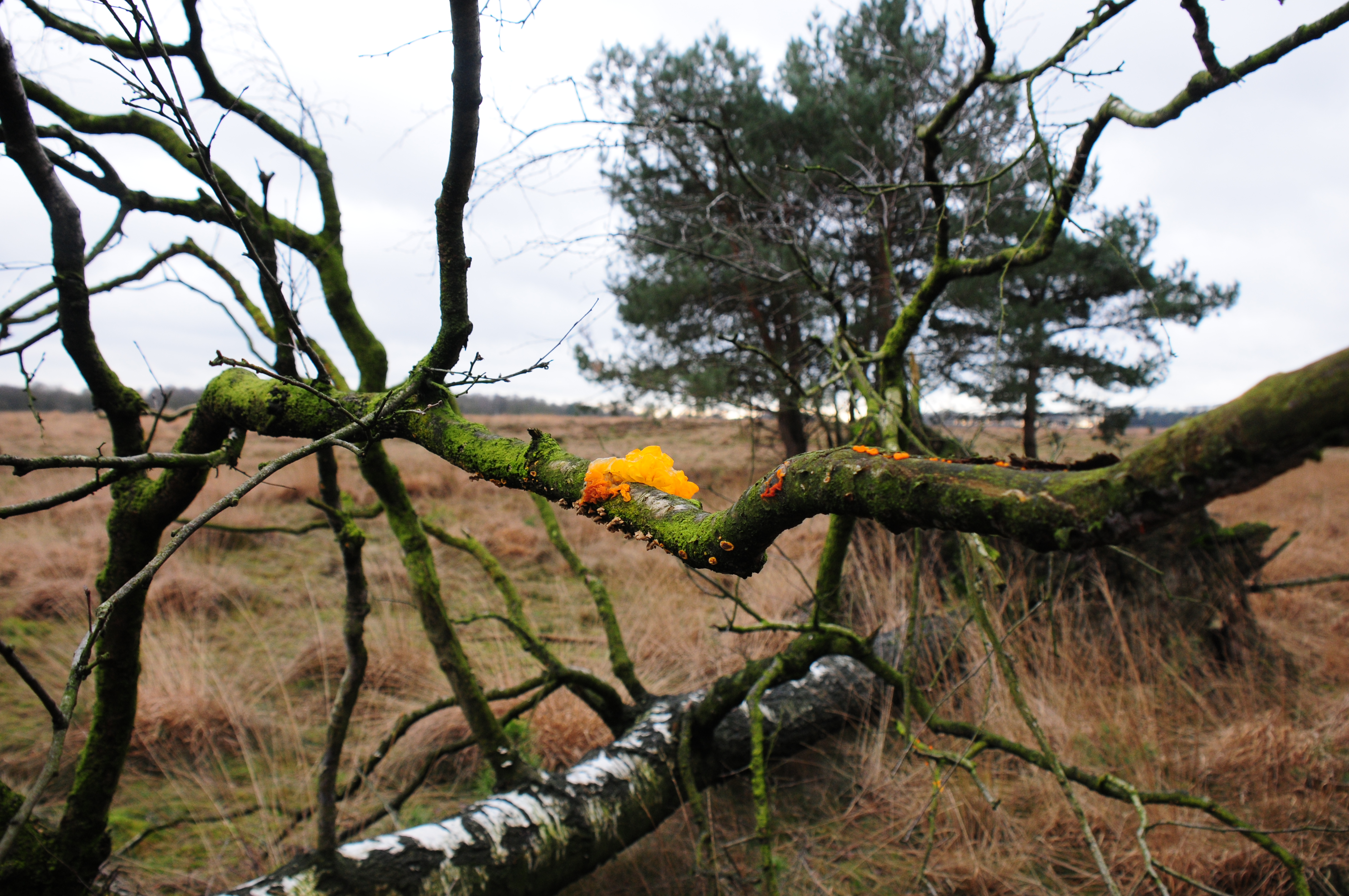
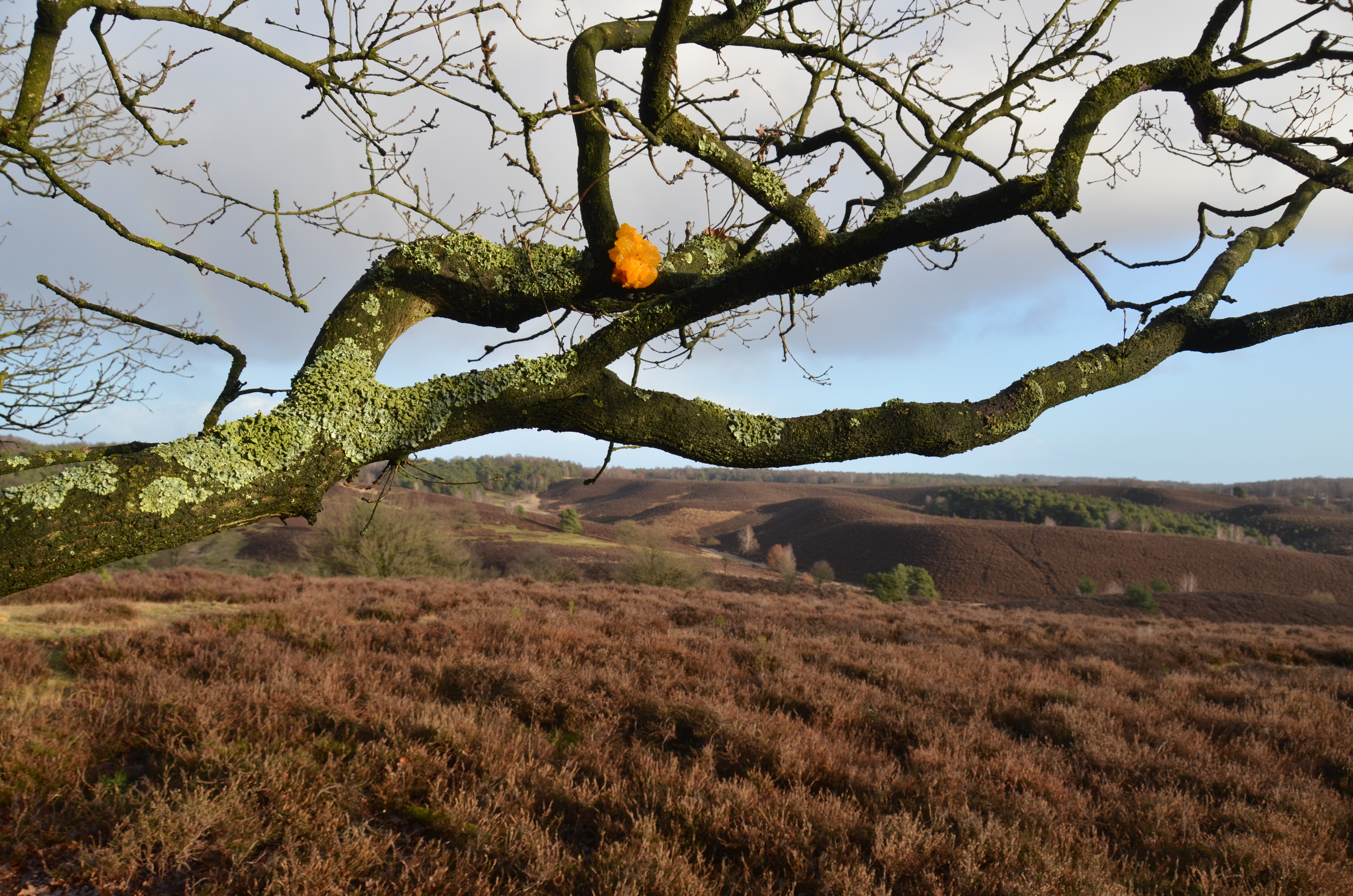
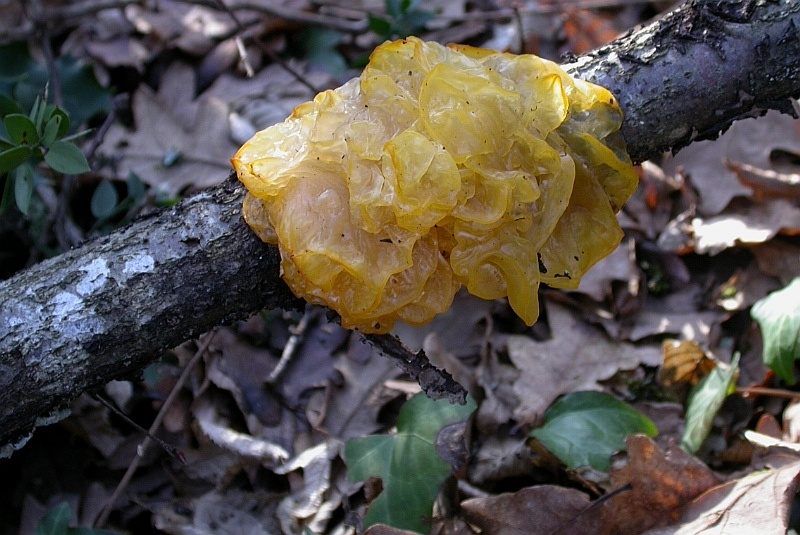
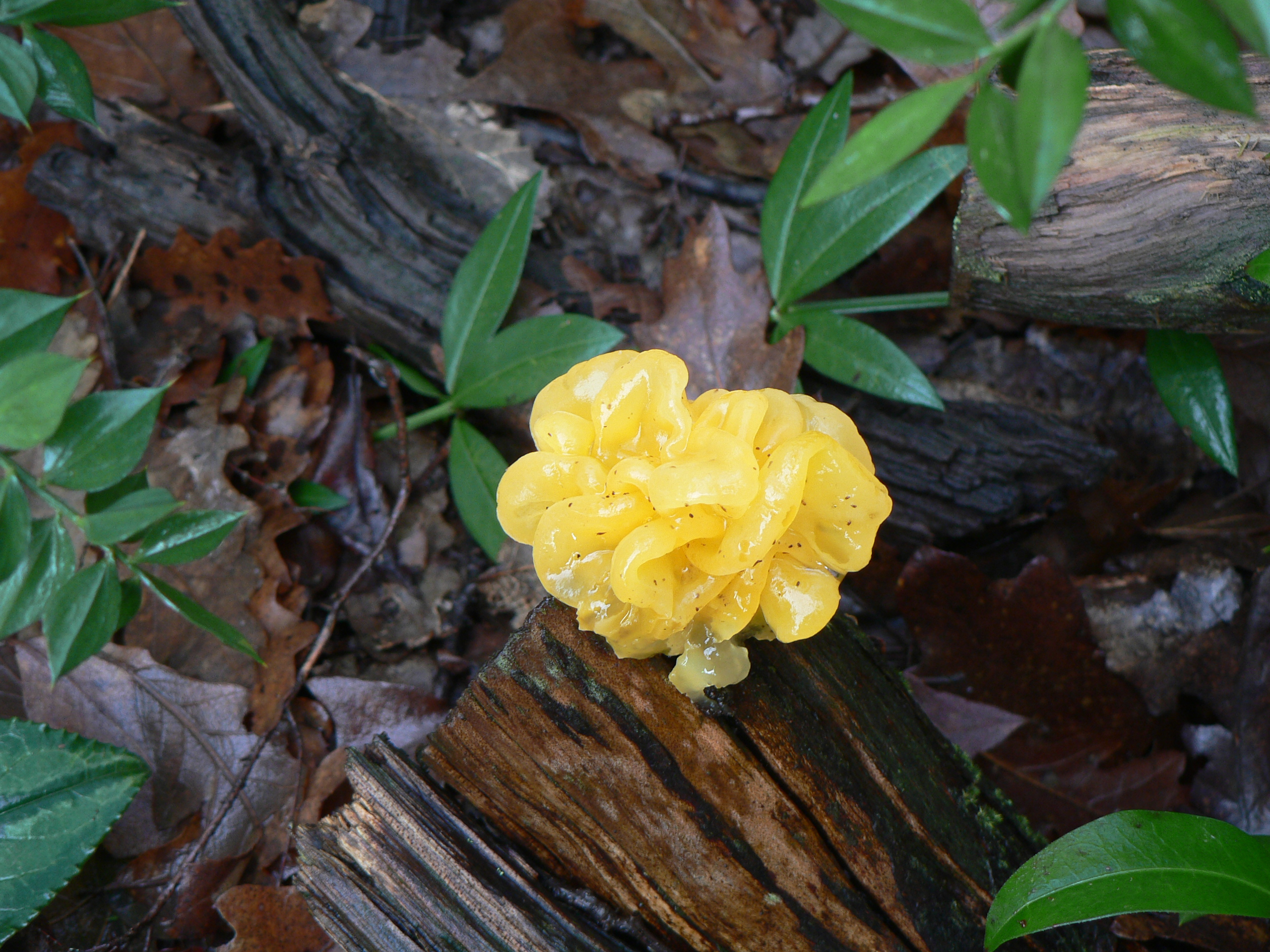
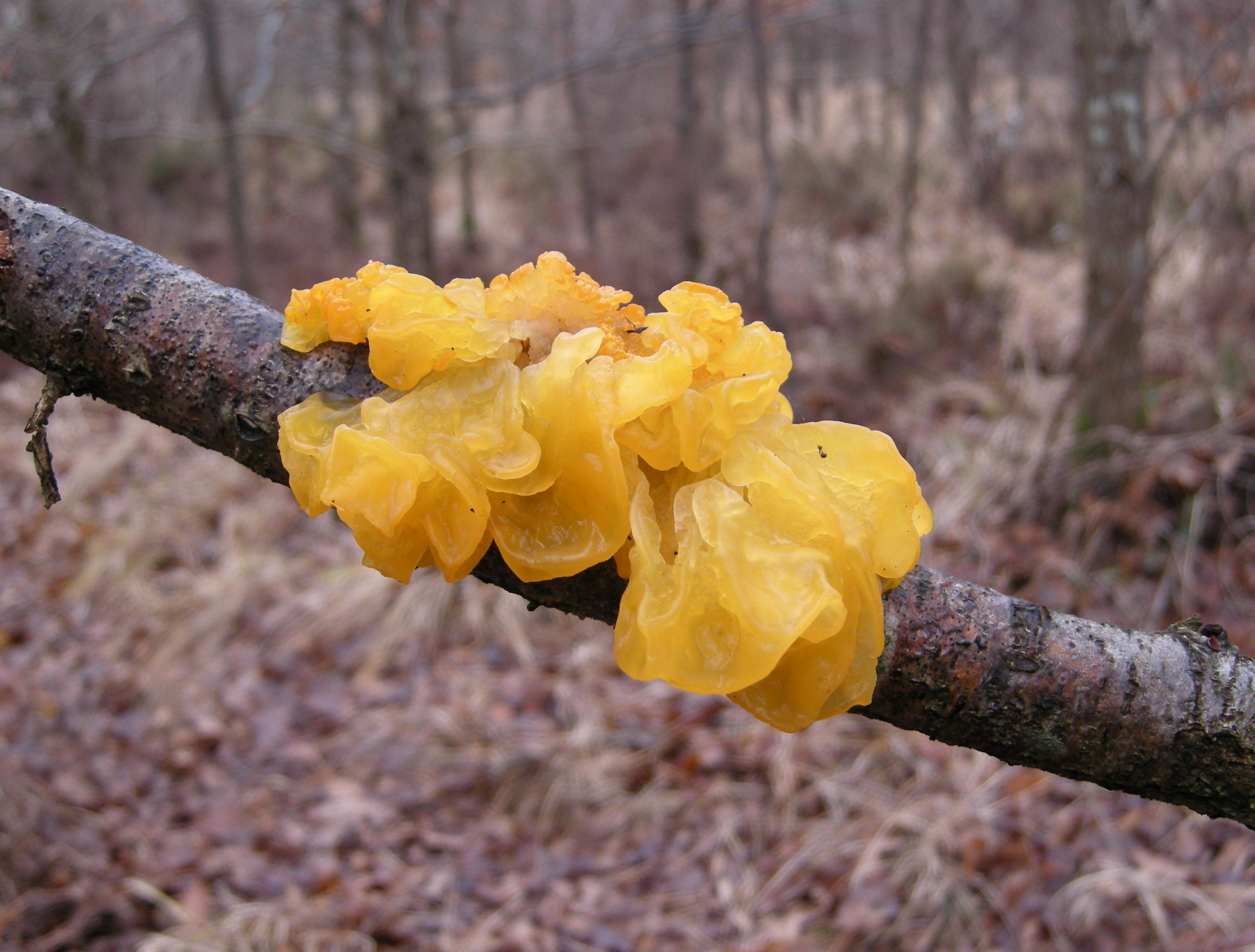
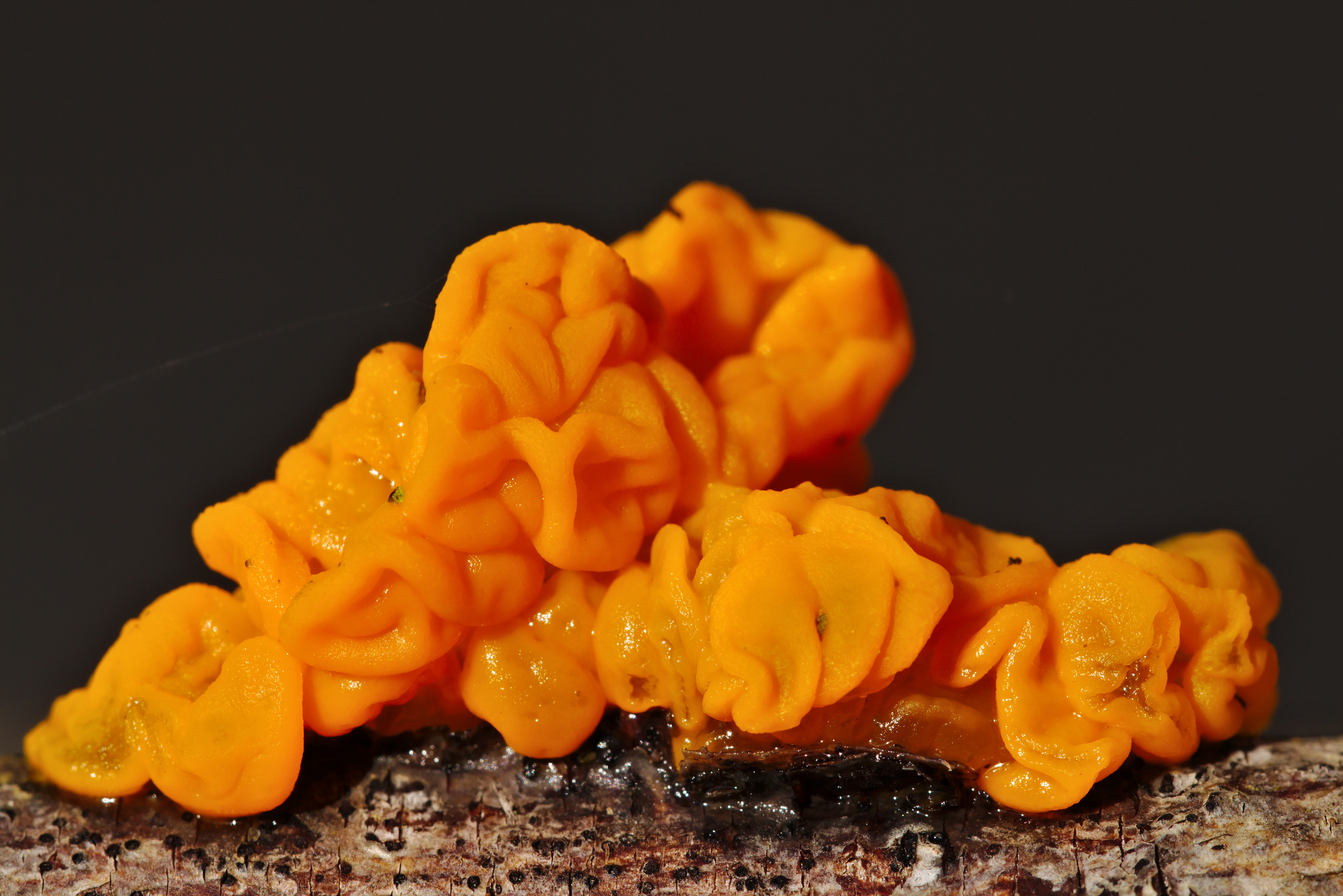
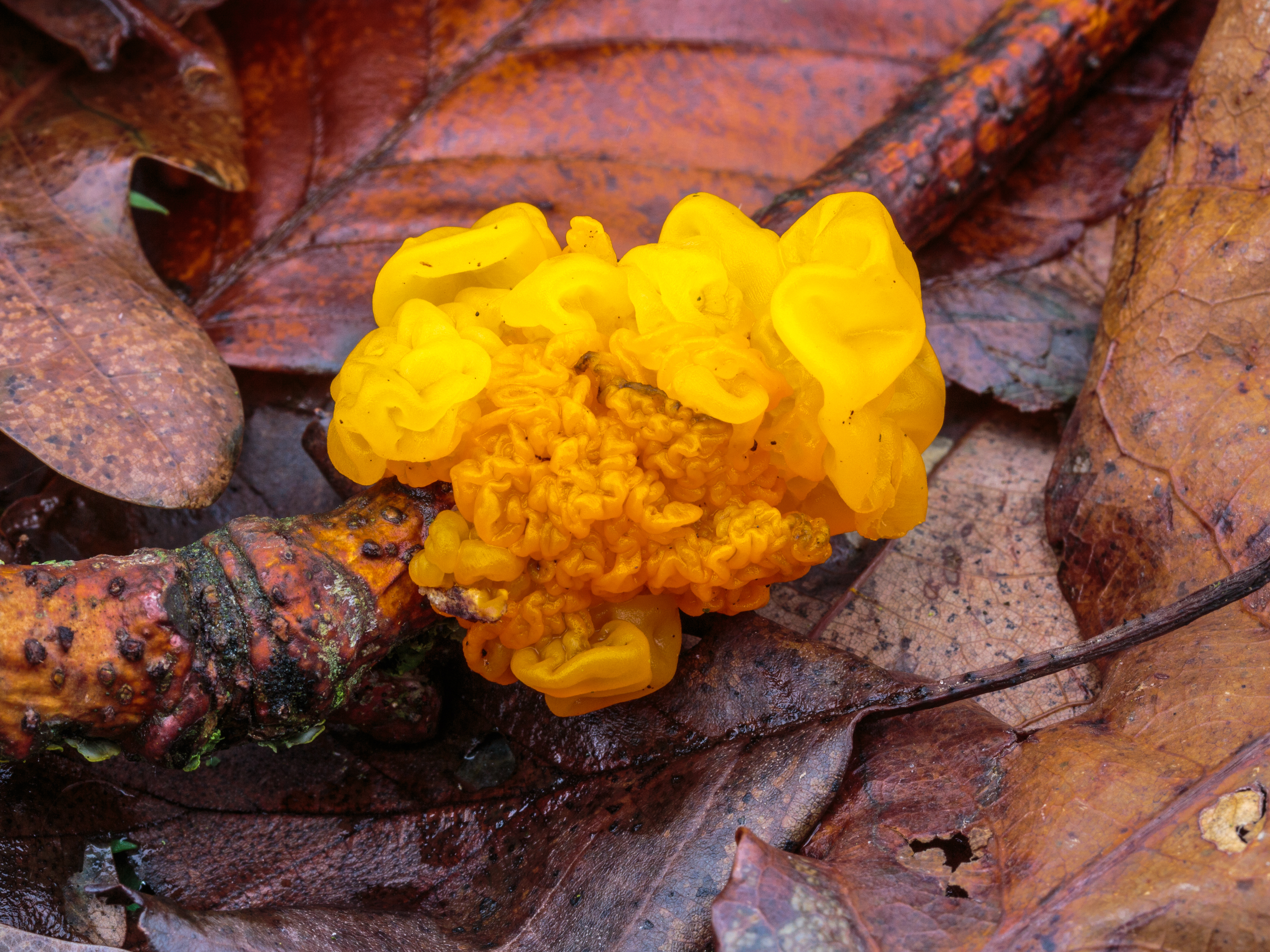
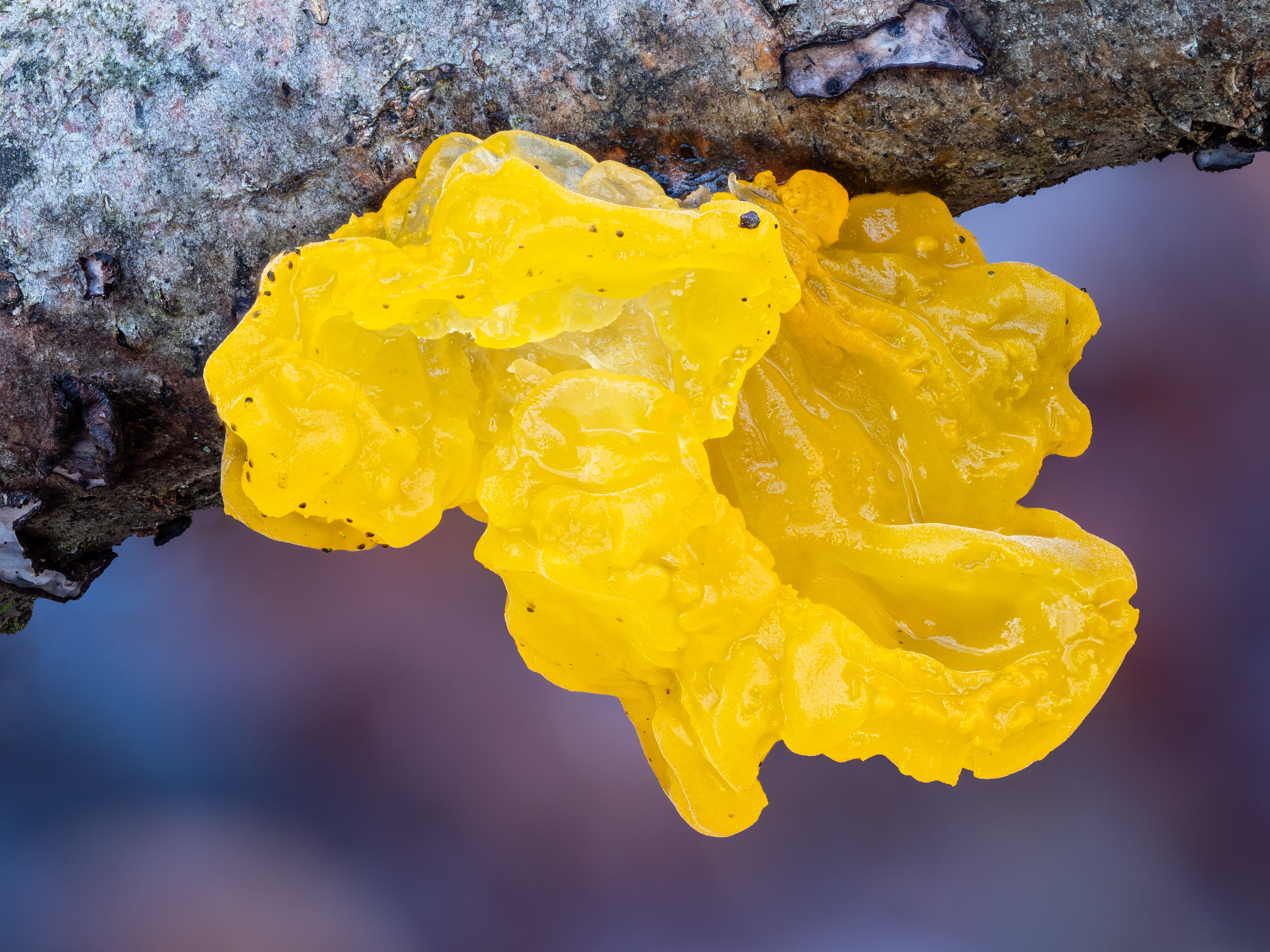
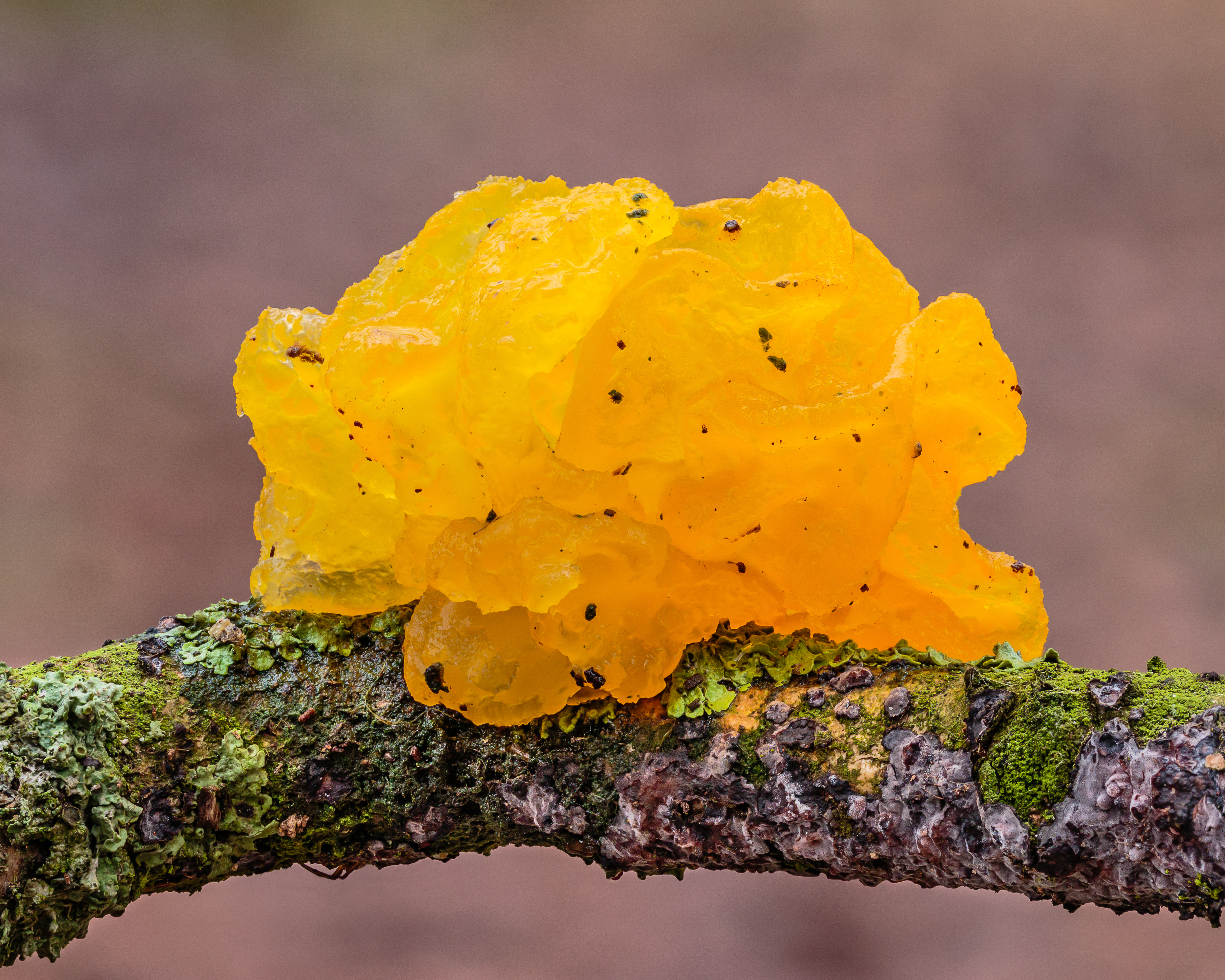
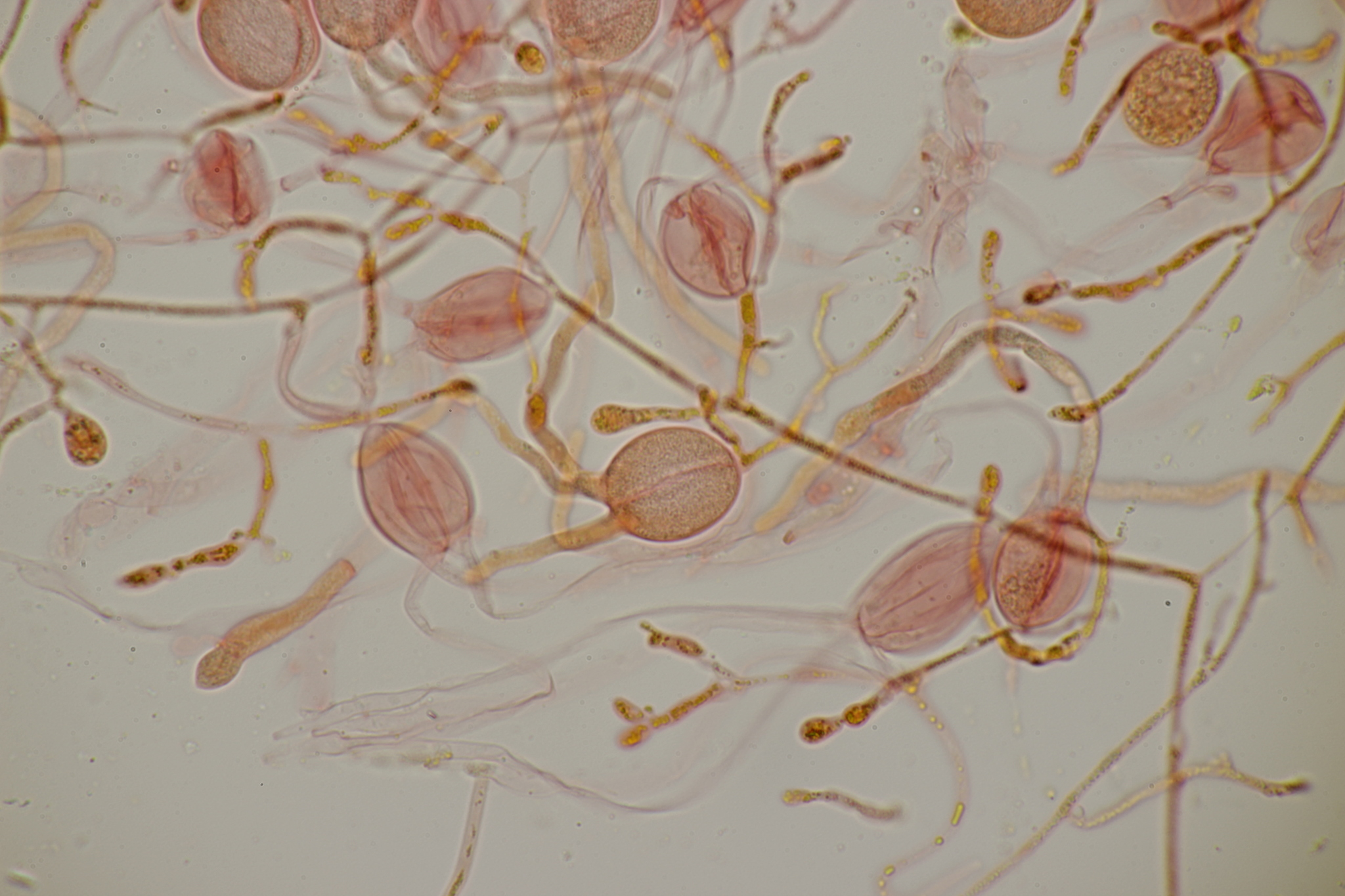
Hypobasides.
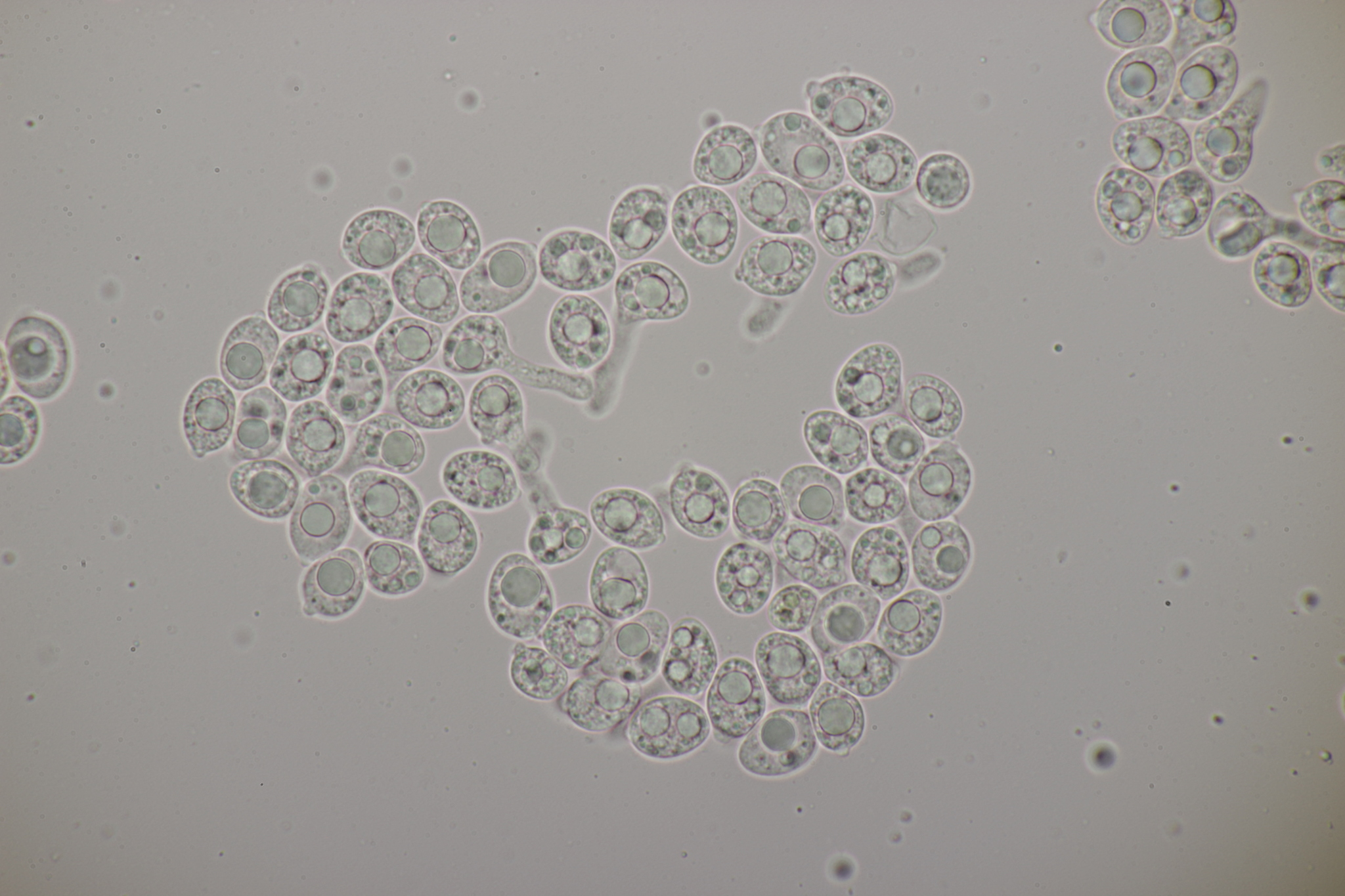
Spores.

## Écologie et répartition
La Trémelle mésentérique est référencée sur tous les continents et est considérée comme commune en Europe occidentale,.
Cette espèce est visible toute l'année, surtout durant les saisons humides, sur le bois des arbres feuillus morts ou vivants de hêtres, frênes, chênes, charmes et noisetiers. Elle est mycoparasite, se nourrissant d’autres champignons vivant sur le bois en format des croûtes, notamment ceux du genre Peniophora de la famille des Corticiacées.

## Confusions possibles
Cette espèce peut être confondue avec la Trémelle orangée, espèce plus grande d'un orange plus foncé et plus mate que brillante qui est un mycoparasite de la Stérée hirsute. Elle peut également être confondue avec Tremella foliacea dont les replis sont mieux formés et colorés de brun châtain et avec la Trémelle palmée (de), qui pousse exclusivement sur le bois de résineux.

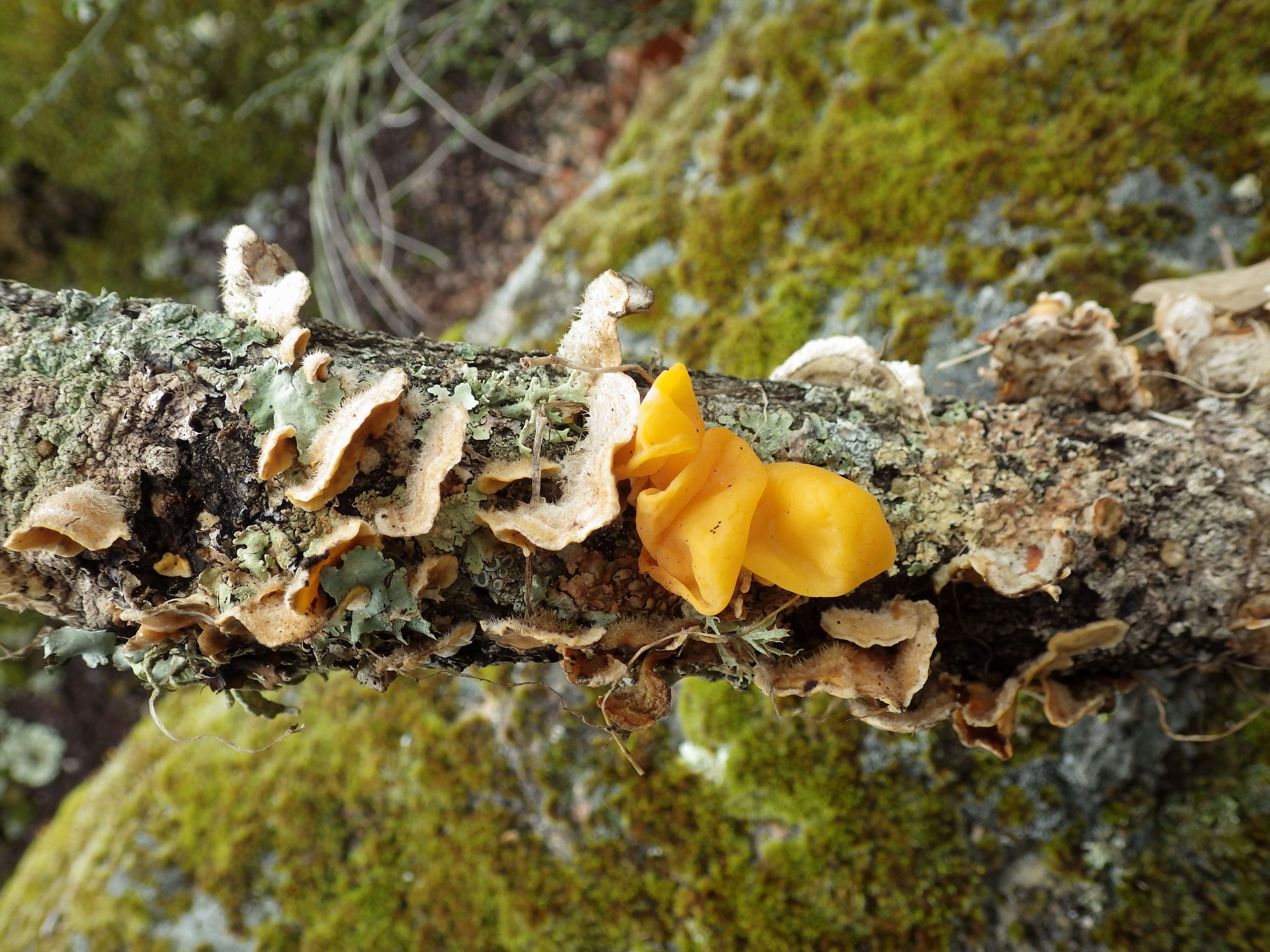
Trémelle orangée.
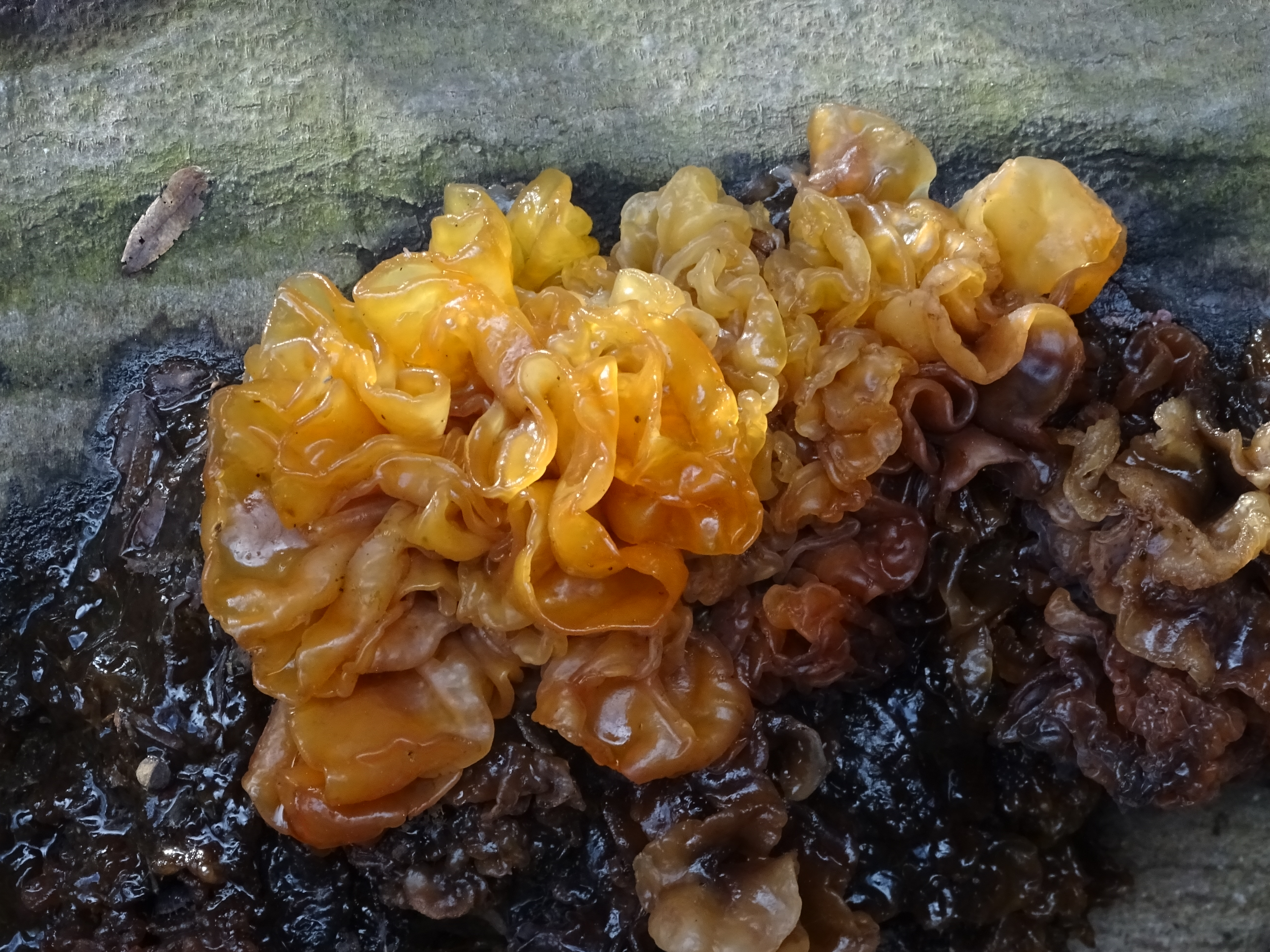
Tremella foliacea
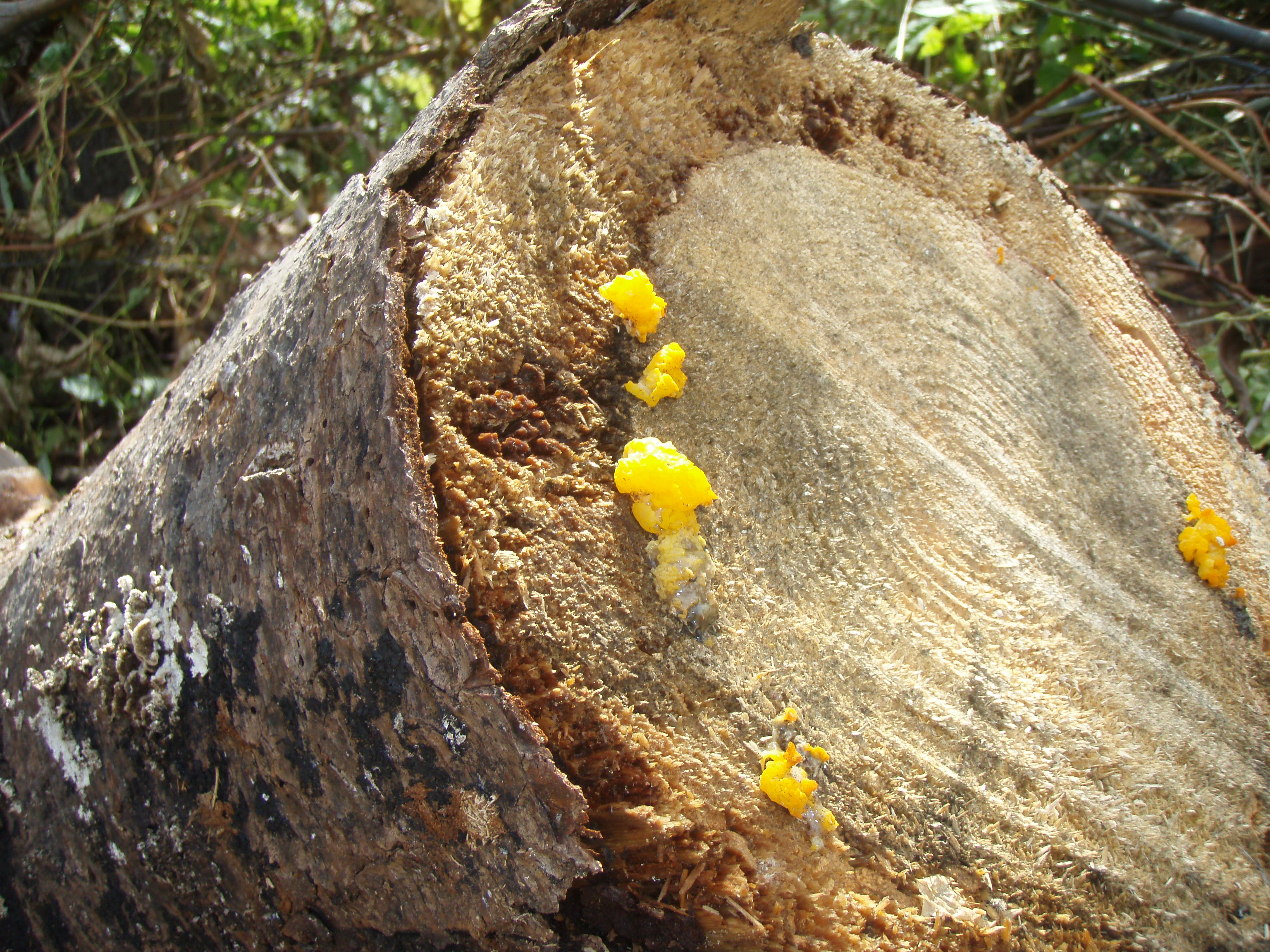
Trémelle palmée.

## Usages
Cette espèce est un champignon comestible à saveur douce insipide mais sans intérêt ou valeur gastronomique, considéré comme médiocre mais pas classé parmi les champignons toxiques. Sa consistance gélatineuse est utilisée pour ajouter de la texture à des soupes et d'autres plats.
Des composés de ce champignon font l'objet de recherche en prévention du cancer.